# Филип II (Насау-Идщайн)
Вижте пояснителната страница за други личности с името Филип II.
Филип II фон Насау-Висбаден-Идщайн Млади (на немски: Philipp II (III) von Nassau-Wiesbaden-Idstein; * 1516; † 3 януари 1566, Висбаден-Зоненберг) е граф на Насау-Висбаден-Идщайн (1558 – 1566).

## Произход и наследство
Той е големият син на граф Филип I фон Насау-Висбаден-Идщайн (1490 – 1558) и съпругата му Адриана де Глимес (1495 – 1524), дъщеря на Жан III де Глимес, господар на Берген оп Зоом (1452 – 1532). Внук е на граф Адолф III фон Насау-Висбаден-Идщайн (1443 – 1511) и графиня Маргарета фон Ханау-Лихтенберг (1463 – 1504). По-малките му братя са Адолф IV (1518 – 1556) и Балтазар (1520 – 1568).
Филип II наследява баща си през 1558 г. Умира неженен и бездетен на 3 януари 1566 г. в Зоненберг, Висбаден. Последван е като граф на Насау-Висбаден и Насау-Идщайн от по-малкия му брат Балтазар.